# プレイヤー (映画)
『プレイヤー』（Les Infidèles）は、2012年のフランスのオムニバス・コメディ映画。監督・脚本・出演はジャン・デュジャルダンとジル・ルルーシュなど。浮気に執着する様々な男たちの情けなくも憎めない姿を赤裸々かつコミカルに描く。

## プロローグ
- 原題：Le Prologue
- 監督：フレッド・カヴァイエ（フランス語版）
- 編集：バンジャマン・ヴェイユ

### ストーリー
フレッドとグレッグは、どちらも家庭を持ちながら、週末になると2人でナンパした女たちと浮気するのが習慣になっている中年男。そんな2人はラスベガスに女遊びに行くことにする。

### キャスト
- フレッド: ジャン・デュジャルダン - 浮気は浮気、愛するのは妻だけと割り切っている浮気男。
- グレッグ: ジル・ルルーシュ - 浮気相手をすぐに本気で好きになってしまう浮気男。
- ステファニー: ジェラルディン・ナカシュ（フランス語版） - グレッグの勝ち気な妻。

## ベルナールの挿話
- 原題：Bernard
- 監督：アレクサンドル・クールテ（フランス語版）
- 編集：アニー・ダンシェ

### ストーリー
恥ずかしい状態で救急病院に運び込まれたベルナール。診察する医師に妻を呼んだと言われたベルナールは慌てる。そこに妻が現れる。妻が見たのは女と「結合」したまま外れなくなってしまった情けない夫の姿であった。

### キャスト
- ベルナール: ジル・ルルーシュ
- 救急医: エリック・ド・モンタリエ（フランス語版）

## 良心
- 原題：La Bonne Conscience
- 監督：ミシェル・アザナヴィシウス
- 編集：バンジャマン・ヴェイユ、ミシェル・アザナヴィシウス

### ストーリー
地味で冴えない中年男ローランは「有機農業セミナー」に出席するために泊まりがけの出張にやって来る。妻子と離れて過ごす出張中に何とか浮気をしたいと奮闘するローランだったがことごとく失敗、仕方なくオールドミスのクリスティーヌの部屋に押し掛けて口説くが、これも失敗する。クリスティーヌには口止めするが、翌朝には他のセミナー参加者らにバラされ、ローランは嘲笑される。帰りのバスに揺られながらローランは妻に「君に会いたい。やっと家に帰れる。愛してる」とメールを送る。

### キャスト
- ローラン: ジャン・デュジャルダン - 結婚14年目のサラリーマン。
- クリスティーヌ: イザベル・ナンティ（フランス語版） - オールドミス。
- アントワーヌ・カスタン: ジル・ルルーシュ - 南仏きってのやり手営業マンでモテ男。車椅子。

## ロリータ
- 原題：Lolita
- 監督：エリック・ラルティゴ
- 編集：アニー・ダンシェ

### ストーリー
妻子持ちの歯科医エリックには女子大生の愛人イネスがいる。ところがある日のデートでイネスが大学の仲間を連れて来たことから状況は微妙になる。奔放なイネスの行動にはじめのうちは我慢していたエリックだったが、ロッカー風の酔っぱらい男ジェームズにそそのかされたことをきっかけに、イネスへの怒りを爆発させて喧嘩騒ぎを起こしてしまう。そして、店を追い出されたエリックは1人で自宅に戻る。

### キャスト
- エリック: ジル・ルルーシュ - 歯科医。
- イネス: クララ・ポンソ（フランス語版） - エリックの愛人の女子大生。
- ジェームズ: ジャン・デュジャルダン - ロッカー風の酔っぱらい男。

## ティボーの挿話
- 原題：Thibault
- 監督：アレクサンドル・クールテ
- 編集：アニー・ダンシェ

### ストーリー
妻子の留守中に自宅で一夜の浮気を楽しんだティボー。ところが、そこに妻子が急に帰って来る。妻らがアパートの入り口から部屋に入って来るまでの短い時間で浮気の痕跡を何とか隠したティボーだったが、飼い犬が使用済みのコンドームをくわえているのに気付く。既に妻は部屋に入って来ており、慌てたティボーはとっさに犬ごと窓の外に投げ捨ててしまう。

### キャスト
- ティボー: ギヨーム・カネ

## 質問
- 原題：La Question
- 監督：エマニュエル・ベルコ
- 編集：ジュリアン・ルルー

### ストーリー
結婚11年の夫婦、オリヴィエとリザの関係は傍目には円満そのものだが、古くからの友人ニコラの浮気話をきっかけに、リザはオリヴィエにこれまでの浮気経験の有無について冗談めかして聞き質す。はじめは完全否定していたオリヴィエだったが、リザの「互いに誠実でありたい」との言葉と軽いノリに、過去の浮気体験を告白してしまう。ところが、その浮気の顛末を聞いたリザは急に怒りだす。するとオリヴィエは浮気の理由として、リザを深く愛しているが、満たされないものを感じていたからと本音を語る。険悪な空気の中、深く詫びるオリヴィエ。するとリザもオリヴィエと同じ理由で浮気をした経験があることを告白する。女である妻が性欲を満たすために浮気をしたことが信じられないオリヴィエは激しく怒る。しかし、互いの気持ちを吐き出した2人は激しく求め合う。そして2人は満たされた気持ちで朝を迎える。

### キャスト
- オリヴィエ: ジャン・デュジャルダン
- リザ: アレクサンドラ・ラミー - オリヴィエの妻。
- ニコラ: ジル・ルルーシュ - オリヴィエの学生時代からの親友。

## シモンの挿話
- 原題：Simon
- 監督：アレクサンドル・クールテ
- 編集：アニー・ダンシェ

### ストーリー
妻子の留守中にSMプレイを楽しんでいたシモン。ところが相手の女エドヴィージュが激しいプレイの最中に気を失ってしまう。そこに妻子が戻って来て、その姿を見られてしまう。

### キャスト
- シモン: マヌ・ペイエ（フランス語版）

## 浮気男 友の会
- 原題：Les Infidèles Anonymes
- 監督：アレクサンドル・クールテ
- 編集：アニー・ダンシェ

### ストーリー
「浮気中毒」の夫たちのためのグループセラピーに参加したのは妻に浮気がバレた男たち。彼らの本音が語られる中、セラピストのマリ＝クリスティーヌは、男の女遊びは「ドン・ファン」だが、女の男遊びは「アバズレ」という価値観が男たちの中に存在することを指摘する。翌日、セラピーには誰も出席しなかった。

### キャスト
- フランソワ: ジャン・デュジャルダン - 証券マン。
- ベルナール: ジル・ルルーシュ
- ティボー: ギヨーム・カネ
- シモン・カタサン: マヌ・ペイエ
- マリ＝クリスティーヌ: サンドリーヌ・キベルラン - セラピスト。

## ラスベガス
- 原題：Las Vegas
- 監督：ジャン・デュジャルダン、ジル・ルルーシュ
- 編集：アニー・ダンシェ

### ストーリー
何とか妻をごまかし、ラスベガスにやって来たフレッドとグレッグ。派手に女遊びをするはずが、思ったほど上手く行かない2人はふとしたことから殴り合いの喧嘩をする。しばらくして仲直りした2人は、狂ったように遊びまくる。ところが、遊び疲れてホテルに戻った2人は、奇妙な雰囲気の中、肉体関係を結んでしまう。そして「目覚めた」2人は家庭を捨ててラスベガスに残ることを決める。
その後、2人は派手な衣裳とメイクでマジックショーを見せるコンビ「フレッド&グレッグ」として人気を博す。更に同性愛カップルであることをカミングアウトして世の中の注目を集める。

### キャスト
- フレッド: ジャン・デュジャルダン
- グレッグ: ジル・ルルーシュ
- アリアンヌ: マチルダ・メイ - フレッドの年上の妻。
- ステファニー: ジェラルディン・ナカシュ（フランス語版） - グレッグの勝ち気な妻。

## 作品の評価
アロシネによれば、フランスの22のメディアによる評価の平均点は5点満点中3.1点となっている。
Rotten Tomatoesによれば、批評家の一致した見解は「表向きには不倫についてのオムニバスコメディである本作としてはおそらくふさわしいのだろうが、『プレイヤー』はその主題にユーモアを見出すことができず、視聴で観客から109分を騙し取っている。」であり、20件の評論のうち高評価は30%にあたる6件で、平均点は10点満点中4.40点となっている。
Metacriticによれば、8件の評論のうち、高評価はなく、賛否混在は6件、低評価は2件で、平均点は100点満点中43点となっている。